# She Hangs Brightly
She Hangs Brightly es el álbum de estudio debut de la banda de rock alternativo estadounidense Mazzy Star. Fue publicado el 21 de mayo de 1990 a través de Rough Trade Records. Tuvo una reedición bajo Capitol a finales de ese mismo año, debido al sorpresivo cierre de su primer sello.
El álbum contiene el sencillo «Blue Flower» que alcanzó la posición 29 en la lista Alternative Airplay de Billboard. Como promoción, realizaron una gira por Estados Unidos, en la que fueron teloneros de Cocteau Twins.
A pesar de su publicación escueta, recibieron la atención de la prensa estadounidense, en gran parte debido a la figura de David Roback, quién formó parte del movimiento musical Paisley Underground con sus bandas previas Rain Parade y Opal, mientras que las canciones fueron descritas como «country blues en el estilo de Velvet Underground».

## Concepto
Previo a la incepción de la banda, David Roback había formado parte de Rain Parade, y posteriormente el dúo Opal con la bajista Kendra Smith, logrando un acuerdo con el sello Rough Trade y publicando su álbum debut Happy Nightmare Baby en 1987. Antes de poder terminar su segundo álbum de estudio, Smith abandonó la banda, con Hope Sandoval recibiendo una llamada como reemplazo. Previo a su inclusión, Sandoval había formado la banda folk Going Home con su amiga de preparatoria Sylvia Gomez, donde ambas eran fanáticas de Rain Parade y le habían entregado un demo a Roback con planes de grabar un álbum. Luego de unas presentaciones en vivo, cambiaron de nombre a Mazzy Star. Debido a esto, hay canciones que fueron compuestas antes del origen de la banda, como «Ghost Highway» pensando para el cancelado segundo álbum de estudio de Opal, o «Give You My Lovin'» compuesta por Gomez a mediados de los años 80.
“Estabamos presentando un montón de material como Opal y un día pensamos, hagamos algo totalmente nuevo y diferente, y eso fue Mazzy Star. [...] Empezamos a escribir muchas canciones juntos, y eso fue lo que nos unió”.
— Hope Sandoval (2015).

## Recepción

### Crítica
El álbum obtuvo reseñas generalmente positivas por la prensa estadounidense, como Gina Arnold para Rolling Stone quien lo describe como «un frío y hermoso álbum», además de notar una gran influencia por sonidos de finales de los 60's, como Velvet Underground, The Doors y Revolver de The Beatles. Una comparación similar aparece en la reseña de Entertainment Weekly, donde expresa “[es] una mezcla improbable de música country y art rock, como si Patsy Cline hubiera vivido lo suficiente para grabar con the Velvet Underground”.
Kurt Cobain de Nirvana incluyó a She Hangs Brightly dentro de sus 50 álbumes favoritos de todos los tiempos.

### Reconocimientos
| Publicación    | Lista                        | Posición | Ref.   |
| -------------- | ---------------------------- | -------- | ------ |
| Paste Magazine | The 25 Best Albums of 1990   | 21       | [ 12 ] |
| Pitchfork      | The 30 Best Dream Pop Albums | 29       | [ 13 ] |

## Lista de canciones
Todas las canciones escritas y compuestas por Hope Sandoval y David Roback, excepto donde se especifique. 
| N.º   | Título               | Escritor(es)                  | Duración |  |
| 1.    | «Halah»              |                               | 3:16     |  |
| 2.    | «Blue Flower»        | Peter Blegvad · Anthony Moore | 3:35     |  |
| 3.    | «Ride It On»         |                               | 3:01     |  |
| 4.    | «She Hangs Brightly» |                               | 6:24     |  |
| 5.    | «I'm Sailin'»        | Ernest Lawlars                | 3:13     |  |
| 6.    | «Give You My Lovin'» | Sylvia Gomez                  | 3:50     |  |
| 7.    | «Be My Angel»        |                               | 3:17     |  |
| 8.    | «Taste of Blood»     |                               | 5:36     |  |
| 9.    | «Ghost Highway»      | Roback                        | 3:28     |  |
| 10.   | «Free»               |                               | 3:11     |  |
| 11.   | «Before I Sleep»     |                               | 2:10     |  |
| 41:04 |                      |                               |          |  |

## Personal
Adaptados desde las notas de álbum.
Músicos
- William Cooper
- Suki Ewers
- Sylvia Gomez
- Keith Mitchell
- Paul Olguin
- David Roback
- Hope Sandoval

Apoyo
- David Roback – producción.
- Merlyn Rosenberg – fotografía.
- Mazzy Star – diseño de carátula.